# José Adolfo Guerra
José Adolfo Guerra, (nacido en Barranquilla, Colombia; el 23 de marzo de 1987). Es un futbolista profesional colombiano, Se desempeña en el terreno de juego como delantero.

## Trayectoria

### Inicios
Se formó en el ya extinto Johann FC con el que debutó con tan solo 16 años en la temporada 2003. Para el Finalización 2009 ficha con el Independiente Medellín donde se cansagrara campeón aunque sin sumar minutos en cancha. Pasaría también por el Atlético Nacional y el Cúcuta Deportivo.

### Su paso por Venezuela
Llega al fútbol Venezolano a jugagar con el CD San Antonio en la ciudad fronteriza con Cúcuta, allí logra anotar 8 goles y sus destacadas actuaciones lo llevan a la siguiente temporada al Yaracuyanos donde se despacha con 24 goles al finalizar la tempora decide regresar a Colombia luego de 3 años y medio en Venezuela donde dejó un saldo de 32 goles.

### Envigado y Boyacá Chicó
Llega a mediados del 2015 a la 'Cantera de Héroes' donde logra anotar 4 goles de manera consecutiva. Para enero del 2016 ficha con el Boyacá Chicó donde no anota ningún gol.

### Persija Jakarta y Jaguares
En abril de 2016 tiene su tercera experiencia internacional fichando con el Persija Jakarta de la primera división del fútbol indonesio. Finalizando el año regresa a Colombia donde juega un partido con Jaguares de Córdoba.

### 2017
El primer semestre del año juega para un equipo de República Dominicana y el segundo semestre para uno de Guatemala.

## Clubes
| Club                       | País                 | Año       |
| -------------------------- | -------------------- | --------- |
| Johann FC                  | Colombia             | 2003-2005 |
| Barranquilla FC            | Colombia             | 2005-2008 |
| Independiente Medellín     | Colombia             | 2009      |
| Atlético Nacional          | Colombia             | 2010      |
| Cúcuta Deportivo           | Colombia             | 2011      |
| Club Deportivo San Antonio | Venezuela            | 2011-2013 |
| Yaracuyanos FC             | Venezuela            | 2014      |
| Envigado Fútbol Club       | Colombia             | 2015      |
| Boyaca Chico               | Colombia             | 2016      |
| Persija Jakarta            | Indonesia            | 2016      |
| Jaguares de Córdoba        | Colombia             | 2016      |
| Barcelona Atlético         | República Dominicana | 2017      |
| Sololá                     | Guatemala            | 2017      |